# Catapausa sulcatipennis
Catapausa sulcatipennis är en skalbaggsart som beskrevs av Stefan von Breuning 1950. Catapausa sulcatipennis ingår i släktet Catapausa och familjen långhorningar. Inga underarter finns listade.